# Odoard I de Parma
Odoard I de Parma o Odoard I Farnese (Parma, Ducat de Parma 1612 - Piacenza 1646) fou el Duc de Parma entre 1622 i 1646.

## Orígens familiars
Va néixer el 28 d'abril de 1612 a la ciutat de Parma, capital del ducat del mateix nom, sent fill del duc Ranuccio I de Parma i la seva esposa Margarida Aldobrandini. Fou net per línia paterna d'Alexandre I de Parma i Maria de Portugal, i per línia materna de Joan Francesc Aldobrandini i Olímpia Aldobrandini, neboda aquesta última del papa Climent VIII.

## Núpcies i descendents
Es casà l'11 d'octubre de 1628 amb Margarida de Mèdici, filla de Cosme II de Mèdici i Maria Magdalena d'Àustria. D'aquesta unió nasqueren:
- Caterina Farnese (1629)
- Ranuccio II de Parma (1630-1694), duc de Parma, casat primer amb Margarida Violant de Savoia, després amb Isabel d'Este i finalment amb la germana d'Isabel Maria d'Este.
- Maria Magdalena Farnese (1633-1693)
- Alexandre Farnese (1635-1689), governador dels Països Baixos (1680-1682)
- Horaci Farnese (1636-1656)
- Maria Caterina Farnese (1637-1684), religiosa
- Maria Magdalena Farnese (1638-1693)
- Pere Farnese (1639-1677)
- Octavi Farnese (1641)

## Duc de Parma
A la mort del seu pare, ocorreguda el març de 1622, fou nomenat duc de Parma, si bé inicialment rebé la regència del seu oncle el cardenal Odoard de Parma (1622-1626) i posteriorment de la seva mare (1626-1628).
El 1633 realitzà una aliança amb el rei Lluís XIII de França, una mesura que fou realitzada per a contrarestar el predomini de Felip IV de Castella al nord d'Itàlia. Si bé realitzà millores en la formació i dotació de l'exèrcit, va poder observar com la ciutat de Piacenza fou ocupada per les tropes castellanes i les tropes del duc de Màntua Francesc I d'Este. El 1637 fou convençut pel papa Urbà VIII a signar un tractat de pau amb l'imperi Espanyol, tractat que es va veure obligat a signar per l'incompliment de l'aliança per part del Regne de França de rebre ajuda en cas d'atac.
El 1641 fou excomunicat par part d'Urbà VIII, el qual volgué apoderar-se del feu de Castro, tinença de la família Farnese als Estats Pontificis. Odoard s'alià amb la República de Venècia, Florència i Mòdena i va envair el nord dels Estats Pontificis. Tot i que la seva flota fou destruïda, gràcies a la mediació del Cardenal Mazzarino l'any 1644 va aconseguir firmar la pau amb el papa, fou readmès a l'Església Catòlica i va aconseguir mantenir el seu feu de Castro.
Odoard va morir l'11 de setembre de 1646 a la seva residència de la ciutat de Piacenza.